# Estany del Cap dels Pessons
Estany del Cap dels Pessons är en sjö i Andorra.   Den ligger i parroquian Encamp, i den sydöstra delen av landet. Estany del Cap dels Pessons ligger 2 586 meter över havet. Den högsta punkten i närheten är 2 817 meter över havet, 1,0 kilometer nordväst om Estany del Cap dels Pessons.